# IC 1977
IC 1977 ist eine Balken-Spiralgalaxie vom Hubble-Typ SBb im Sternbild Taurus am Nordsternhimmel. Sie ist schätzungsweise 445 Millionen Lichtjahre von der Milchstraße entfernt und hat einen Durchmesser von etwa 185.000 Lj.
Das Objekt wurde am 27. Dezember 1897 vom französischen Astronomen Stéphane Javelle entdeckt.